# Fokker T.V
Fokker T.V là một loại máy bay ném bom hai động cơ, nó được chế tạo bởi hãng Fokker cho Không quân Hà Lan.

## Tính năng kỹ chiến thuật
Frustrated Fokker 

### Đặc điểm riêng
- Tổ lái: 5
- Chiều dài: 16,00 m (60 ft 6 in)
- Sải cánh: 21,00 m (68 ft 10¾ in)
- Chiều cao: 4,20 m[3] (13 ft 9 in)
- Diện tích cánh: 66,2 m² (712,6 ft²)
- Trọng lượng rỗng: 4.650 kg (10.251 lb)
- Trọng lượng có tải: 7.250 kg (15.983 lb)
- Trọng lượng cất cánh tối đa: 7.650 kg (16.865 lb)
- Động cơ: 2 × Bristol Pegasus XXVI, 690 kW (925 hp) mỗi chiếc

### Hiệu suất bay
- Vận tốc cực đại: 417 km/h (225 knots, 259 mph)
- Vận tốc hành trình: 335 km/h (181 kn, 208 mph)
- Tầm bay: 1.550 km (837 nmi, 963 mi)
- Trần bay: 8.550 m (28.050 ft)

### Vũ khí
- 1 pháo Solothurn S-18/100 20 mm
- 5 súng máy 7,9 mm (.31 in)
- 1.000 kg (2.205 lb) bom